# Sandhorst (Fehrbellin)
Sandhorst ist ein bewohnter Gemeindeteil im Ortsteil Königshorst der Gemeinde Fehrbellin im Landkreis Ostprignitz-Ruppin in Brandenburg.

## Geografische Lage
Die ehemalige Gutssiedlung liegt im Südosten der Gemarkung von Fehrbellin und dort unmittelbar an der Landstraße 17, die von Westen kommend in nordöstlicher Richtung durch den Ort führt. Westlich liegt der Ortsteil Königshorst, südwestlich die Gemeindeteile Ribbeckshorst und Deutschhof. Im Südosten grenzt unmittelbar die Gemarkung von Kremmen an den Ort; nördlich liegt der Fehrbelliner Wohnplatz Nordhof, nordöstlich der Gemeindeteil Kuhhorst. Die Bebauung erstreckt sich entlang der Landstraße. Der übrige Teil der Gemarkung wird vorzugsweise landwirtschaftlich genutzt und durch den Prinzendamm in den Kleinen Havelländischen Hauptkanal entwässert. Das Gelände liegt auf einer Höhe von rund 30 m ü. NHN Metern.

## Geschichte
Das Dorf erschien erstmals im Jahr 1800 mit seiner heute noch genutzten Bezeichnung Sandhorst als Etablissement bei und zu Königshorst gehörig und war damit Bestandteil des Amtes Königshorst mit 29 Einwohnern (1817). In dem Gut standen im Jahr 1840 insgesamt drei Wohnhäuser, in dem 14 Personen lebten. Eine Statistik aus dem Jahr 1860 weist eine Fläche von 223 Morgen (Mg) aus: 1 Mg Gehöfte, 3 Mg Gartenland, 16 Mg Acker, 139 Mg Wiese und 64 Weide, darauf standen ein Ackergehöft mit Windmühle. Es gab außerdem drei Wohn- und acht Wirtschaftsgebäude sowie 18 Personen (1858). In einer weiteren Statistik aus dem Jahr 1894 erschienen ein Gutsbesitzer, dem 51 Hektar (ha) gehörten sowie ein Mühlenbesitzer mit 9 ha Hektar und ein Lehrer. Im Jahr 1925 lebten im Dorf 16 Personen. Die Fläche betrug im Jahr 1928 insgesamt 61 ha. Im genannten Jahr wurde das Vorwerk Sandhorst mit der Gemeinde Deutschhof vereinigt.